# Poeti cavalieri
Poeti cavalieri (Cavalier poets) è un termine utilizzato per descrivere una scuola di poeti inglesi del XVII secolo, riuniti nelle corti di Giacomo I e di Carlo I ed accomunati dalla celebrazione di istituti, valori o ideali che sono propri della cultura aristocratica. Formalmente i Cavalieri perseguivano l'equilibrio, la simmetria e la perfezione metrica, modellandosi sugli esempi della grande classicità e in particolare su Catullo, Orazio, Virgilio e Giovenale. Il linguaggio usato è diretto, sofisticato ma pieno di immagini ed espressioni chiare.
Ben Jonson è descritto come il "padre" dei poeti cavalieri: molti di loro si autodefinirono suoi "figli" o "discepoli" (Sons of Ben). Appartennero a questo gruppo poeti come Robert Herrick, Richard Lovelace, Thomas Carew e John Suckling.
L'orientamento dei poeti cavalieri, grazie al rispetto dei canoni classici e ad uno stile sobrio ed equilibrato, diede vita a una tendenza che sarebbe stata sviluppata nel successivo periodo neoclassico.